# Mykola Paško
Mykola Oleksandrovyč Paško (in ucraino Микола Олександрович Пашко?; Kryvyj Rih, 1908 – ...) è stato un politico ucraino, Capo del Consiglio comunale di Kiev dei deputati degli operai, dei contadini e dell'Armata Rossa nel 1937-1938.

## Biografia
Nacque nel 1908 a Ingulec' (ora Kryvyj Rih) in una numerosa famiglia di minatori e aveva tre fratelli e due sorelle. Nel 1930-1931 prestò servizio nell'Armata Rossa. Membro del PCUS, dal 1932 si impegnò in attività sociali e politiche, e fu segretario del comitato Komsomol e del comitato del partito. Il 21 dicembre 1937 fu nominato Capo del Consiglio comunale di Kiev dei deputati degli operai, dei contadini e dell'Armata Rossa.
Nel giugno 1938 fu arrestato con l'accusa di essere "membro di un'organizzazione trotskista antisovietica". Nel marzo 1939, fu rilasciato per mancanza di prove. Il suo destino è sconosciuto.